# 助听器的历史

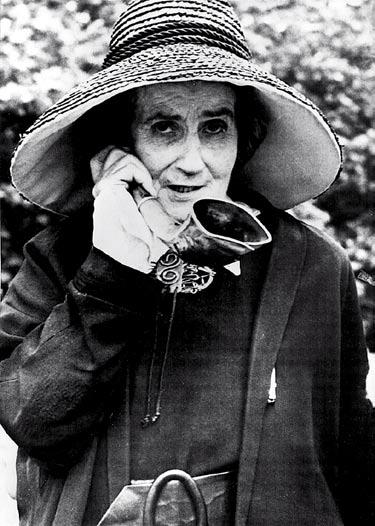
戴着帽子拿着助听器的Madame de Meuron

世界上第一个助听器诞生于17世纪。现代助听器的运动始于电话的发明，第一个电助听器于1898年出现。至20世纪末，数字助听器已经得到普遍应用。许多早期的助听器是外部助听器，它们将声音直接传输到耳，并在一定程度上减少干扰的噪音。这类助听器适合放在耳朵后面或耳朵里。
碳粒式麦克风、发送器、数位讯号处理器（DSP）的发明，以及计算机技术的发展，使得助听器逐步发展为现在的形式。

## 喇叭形助听器

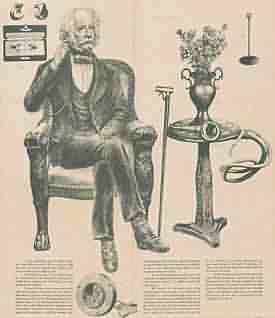
弗雷德里克·雷恩（Frederick Rein）巧妙的声学座椅，是19世纪早期为葡萄牙国王若昂六世设计的。

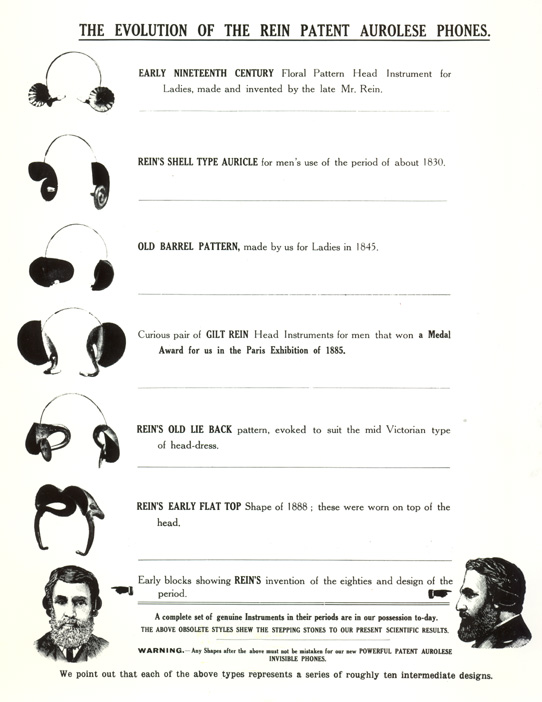
弗雷德里克·雷恩19世纪时的商品目录.

为听力部分残疾者设计的喇叭形助听器最早可追溯至17世纪。 至18世纪时，喇叭形助听器的使用越来越普遍。生产乐器的工匠会为特定客户做一种一次性可折叠的锥状喇叭形助听器。这一时期比较出名的助听器有如汤森助听器（为聋哑教育家约翰·唐森德特别制作）、雷诺兹助听器（为画家约书亚·雷诺兹特别制作）以及多布尼助听器。
1818年，弗雷德里克·雷恩在伦敦建立了第一家开始商业生产喇叭形助听器的公司。除了生产喇叭形助听器，雷恩还出售助听扇和传音筒。这些仪器有助于放大声音，同时还可以携带。然而，这些设备通常都是笨重的，必须从下面进行物理支持。后来，小型手持的喇叭形、锥形助听器被用作助听。
1819年，雷恩被委托为患病的葡萄牙国王若昂六世设计一种特殊的助听王座。王座的扶手的造型采用了用华丽的雕刻，看起来像狮子张开的嘴。左右两边形如“狮子嘴”的两个孔实际上充当了声音的接收区域，通过一个传音管传送到王座的背面，并送到国王的耳朵中。最后，在19世纪晚期，声号筒（acoustic horn）出现了。声号筒是一根中通的管子，连在上面的适合耳朵的形状的圆锥体可以捕捉声音，戴在头上就可以简单使用。
在19世纪末，隐形助听设备变得越来越流行。雷恩首创了许多著名的设计，比如他的“助听发带（acoustic headbands）”，被称为“Aurolese Phone”，这种助听装置可以巧妙地隐藏在头发或帽子里。雷恩的“Aurolese Phone”发带形状各异，它们在耳朵附近收集声音，可以放大音响效果。这些隐形的助听设备也常常被藏在沙发、衣服或者随便什么配件里。这些不断增加的隐形能力的方式，往往更多的是将个人的残疾隐藏起来，而不是帮助残障人士解决自己的问题。

## 电子助听器

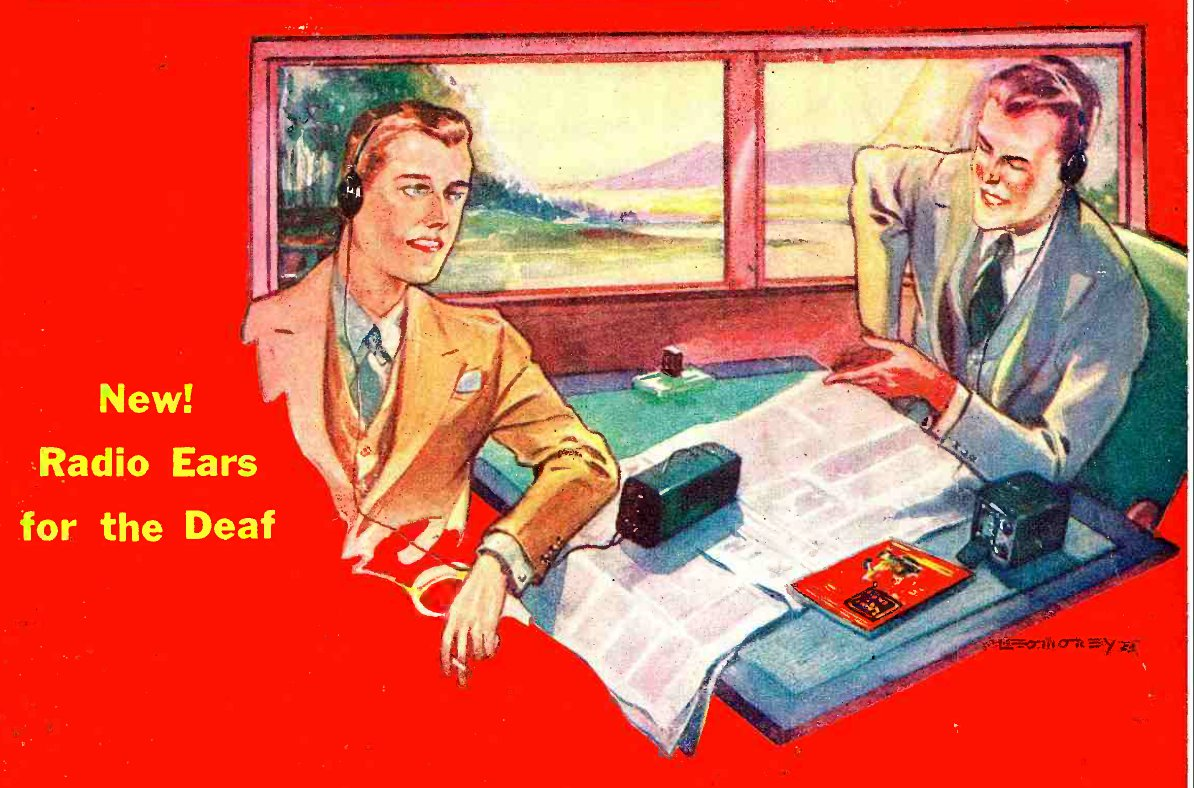
真空管助听器的广告（1933年）

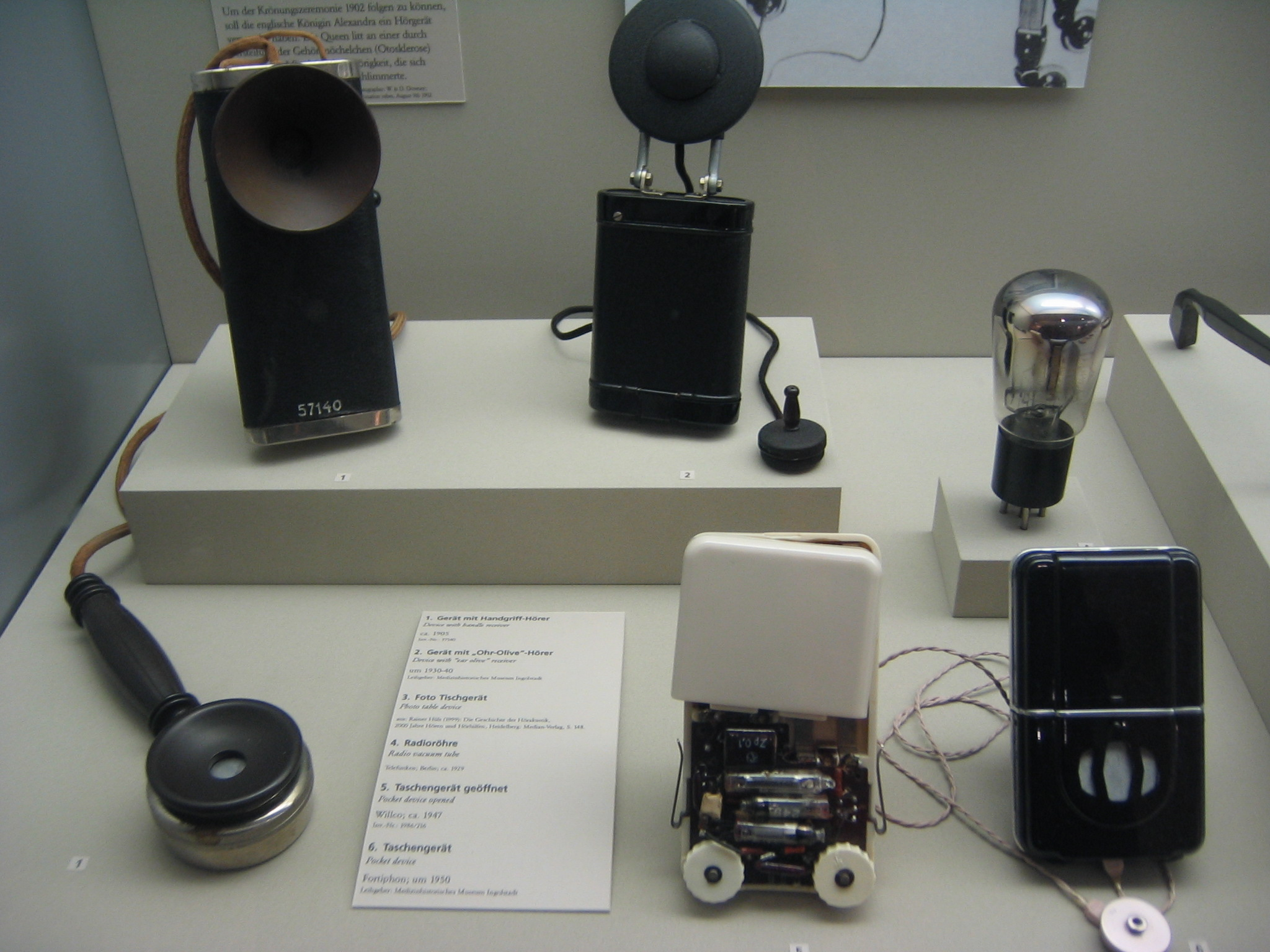
这些德国助听器可以追溯到1920至1950年间。它们包括类似于电话接收器的附件。（柏林医学博物馆）

19世纪70年代和80年代，电话和麦克风诞生之后，第一款电子助听器随即产生。电话机的技术革新刷新了人们对声音信号改变的认识。比如说电话机可以改变声音的响度、频率以及音色，这样的能力很快就被用来制造助听设备。
第一款电子助听器由美国电气工程师米勒·雷斯·哈奇森于1898年发明，名为Akouphone。采用了碳粒式传声器，体积很小却能利用电流放大音量，使助听器的功能更为便利，这样这些小巧的助听器就可以放进钱包或者其他物品里面，非常便携。
1913年，西门子是首先制造电子放大助听器的公司之一。他们那时生产的助听器体积笨重，大小犹如一个雪茄盒，还有一个要放到耳朵上的扬声器，这样的体积不便于携带。

## 晶体管助听器

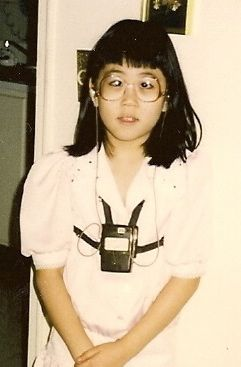
这张摄于80年代初期的照片显示了一个由肩带佩戴在胸部的晶体管助听器。它有时候会发生静电干扰的问题，既使佩戴者只是在大笑或者微笑时这种问题也会发生。

1948年，贝尔实验室在晶体管方向取得的进展极大地促进了助听器的发展。晶体管由约翰·巴丁、沃尔特·布喇顿和威廉·肖克利所发明。它们的体积更小，因此耗电量更小，而且更不容易产生失真和发热现象，从而取代了真空管。真空管容易发烫而且易碎，所以晶体管是一种理想的替代物。1952年Sonotone 1010型助听器既使用晶体管又使用真空管，因此可以延长电池寿命。这些晶体管的小体积促成了小型的碳粒式传声器的发展，而这些传声器可以被安装在各种物体上，甚至眼镜上。1951年，雷神公司开始制造晶体管并成为美国最早的大批生产晶体管的公司之一。雷神公司意识到他们的助听器存在生命周期太短的问题，于是开始同时销售真空管助听器和晶体管助听器。
将晶体管放入助听器这一行为由于被采用的太过迅速所以没有经过合适的检测。后来人们发现晶体管容易受潮，而潮湿使得助听器在被使用仅仅几个星期后就损坏了。为了防止这种现象发生，晶体管外需要加一层涂层来隔绝潮湿。为了成功将晶体管加入助听器，这个问题必须解决。
Zenith是第一个意识到晶体管的问题是由人体体热导致的公司。得出这个结论之后，第一批名为“Microtone Transimatic” 和 “Maico Transist-ear”的助听器于1952年诞生了。1954年，德州仪器公司生产了比之前的晶体管更有效的硅晶体管。1958年德州仪器的杰克·基尔比发明了集成电路，这一技术取代了晶体管，它在助听器中的使用在后来的二十多年间被加以完善。
埃尔默卡尔森是一个有三十多项专利的工程师，他在很多现代助听器的组件的发明中也起了重大作用。